# إيرا شرايبر نيلسون
إيرا شرايبر نيلسون (بالإنجليزية: Ira Schreiber Nelson)‏ هو  وعالم نبات أمريكي، ولد في 1911، وتوفي في 1965 بسبب حادث مرور.